# Eastling
Eastling is een civil parish in het bestuurlijke gebied Swale, in het Engelse graafschap Kent.

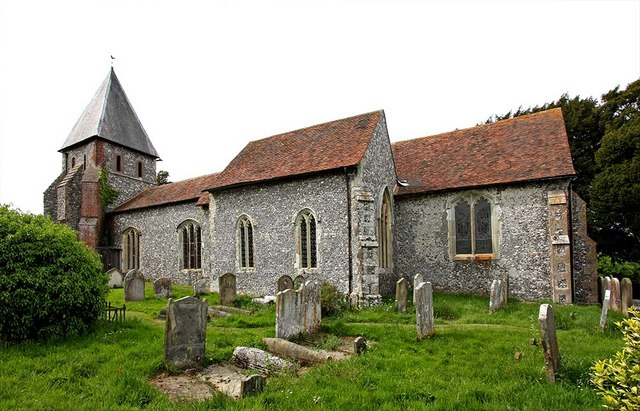
St. Mary